# Američki filmski institut
Američki filmski institut (eng. American Film Institute, skraćeno AFI) je organizacija za filmsku umjetnost u Sjedinjenim Američkim Državama koju je osnovala Nacionalna zaklada za umjetnost (National Endowment for the Arts).
AFI održava filmski festival u Los Angelesu (AFI Los Angeles Film Festival).

## Vanjske poveznice
- AFI - slžbene stranice (engl.)